# Kotpad
Kotpad é uma cidade no distrito de Koraput, no estado indiano de Orissa.

## Demografia
Segundo o censo de 2001, Kotpad tinha uma população de 14,914 habitantes. Os indivíduos do sexo masculino constituem 50% da população e os do sexo feminino 50%. Kotpad tem uma taxa de literacia de 59%, inferior à média nacional de 59.5%: a literacia no sexo masculino é de 68% e no sexo feminino é de 50%. Em Kotpad, 13% da população está abaixo dos 6 anos de idade.